# Miedzichowo (gmina)
Miedzichowo – gmina wiejska w województwie wielkopolskim, w powiecie nowotomyskim. W latach 1975–1998 gmina położona była w województwie gorzowskim.
Siedziba gminy to Miedzichowo.
Według danych z 31 grudnia 2011 gminę zamieszkiwały 3684 osoby. Natomiast według danych z 31 grudnia 2017 roku gminę zamieszkiwało 3680 osób.

## Struktura powierzchni
Według danych z roku 2002 gmina Miedzichowo ma obszar 208,51 km², w tym:
- użytki rolne: 23%
- użytki leśne: 70%

Gmina stanowi 20,61% powierzchni powiatu.

## Demografia

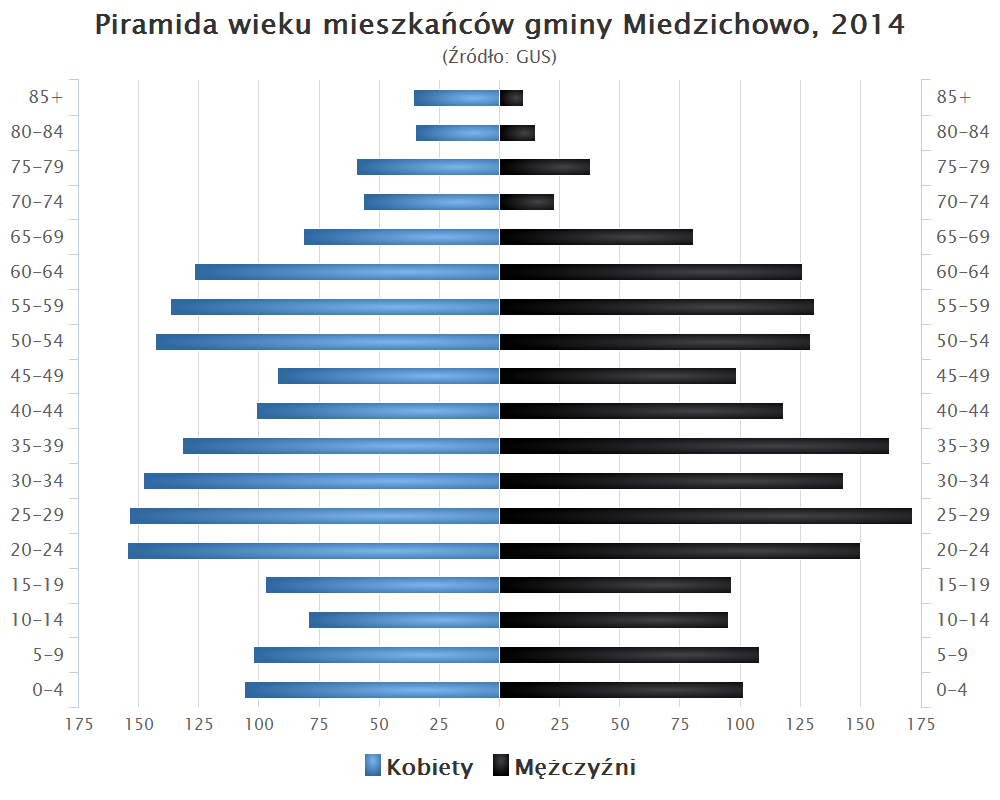
Piramida wieku mieszkańców gminy Miedzichowo w 2014 roku

Dane z 31 grudnia 2011 roku:
| Opis                              | Ogółem | Ogółem | Mężczyźni | Mężczyźni | Kobiety | Kobiety |
| --------------------------------- | ------ | ------ | --------- | --------- | ------- | ------- |
| jednostka                         | osób   | %      | osób      | %         | osób    | %       |
| populacja                         | 3684   | 100    | 1829      | 49,6      | 1855    | 51,4    |
| gęstość zaludnienia (mieszk./km²) | 17,7   | 17,7   | 8,8       | 8,8       | 8,9     | 8,9     |

## Sołectwa
Błaki-Zawada, Bolewice, Bolewicko-Sępolno, Grudna-Węgielnia, Jabłonka Stara-Nowa Silna-Pąchy, Lewiczynek, Łęczno-Toczeń, Miedzichowo-Lubień, Piotry, Prądówka, Stary Folwark-Trzciel-Odbudowa, Szklarka Trzcielska, Zachodzko.

## Sąsiednie gminy
Lwówek, Międzychód, Nowy Tomyśl, Pszczew, Trzciel, Zbąszyń